# ZZ Top
ZZ Top是1969年成立于美国德克萨斯州休斯敦的一个摇滚乐队。当前的成员有贝斯手兼主唱Dusty Hill、吉他手兼主唱Billy Gibbons（也是乐队队长，主要填词、作曲人）和鼓手Frank Beard。该乐队阵容已经维持了超过45年，是主要唱片公司中为数不多的几个乐队之一。“作为真正的草根音乐家，他们几乎没有同行”，前音乐人、评论家兼收藏家Michael "Cub" Coda评论道，“Gibbons是美国最棒的几个摇滚界蓝调吉他手之一，Hill和Beard也为他提供了终极的节奏部分的支援。”
乐队在1971年发行了他们的第一张专辑《ZZ Top's First Album》。乐队由蓝调音乐风的摇滚乐起价，用合成器将新浪潮、龐克搖滾和dance-rock融合到一起。此外，乐队也以充满了雙關語、含沙射影的歌词见长。
乐队目前销量最大的一张专辑是1983年的《Eliminator》，在美国卖出了超过一千万张，名列销售量前25名，乐队也因此进入美國唱片業協會给出的美国销量前100名的艺术家榜单中。
到了2014年，ZZ Top已经在全球共售出了超过五千万张专辑。
2004年ZZ Top选入摇滚名人堂。